# حاره حریک

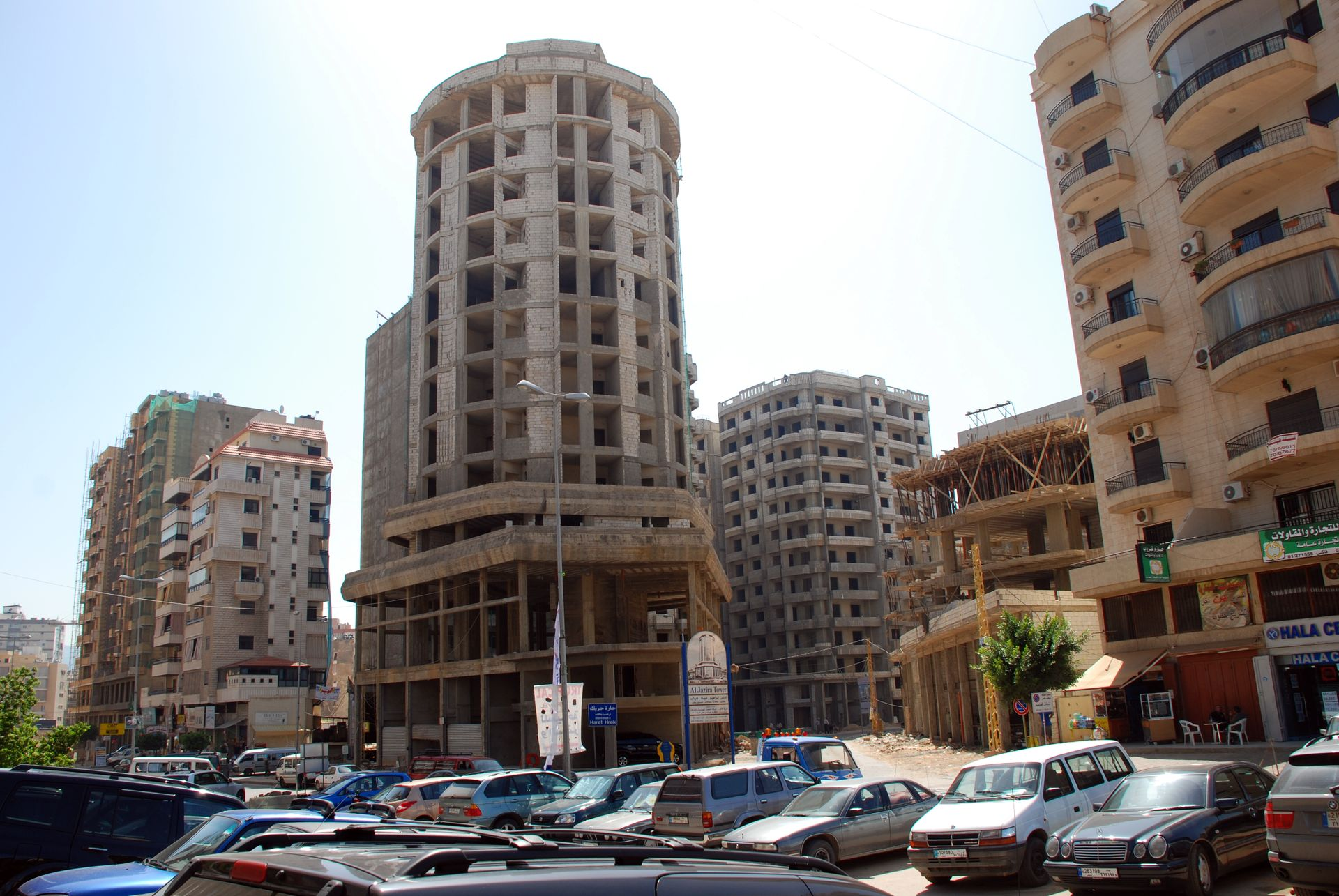
حاره حریک در ۲۰۰۹

حاره حریک  منطقه‌ای با ترکیب جمعیتی شیعیان و مسیحیان مارونی در ضاحیه جنوبی بیروت و بخشی از شهرستان بعبدا در لبنان است. حاره هریک که زمانی، روستایی مسیحی بود، هویت روستایی و مسیحی خود را به دلیل موج پناهندگان شیعه از جنوب لبنان که در این شهر مستقر شدند و آن را به یکی دیگر از محله‌های شهری ضاحیه تبدیل کردند، از دست داد.